# Représentations diplomatiques de la Côte d'Ivoire
 (novembre 2023).

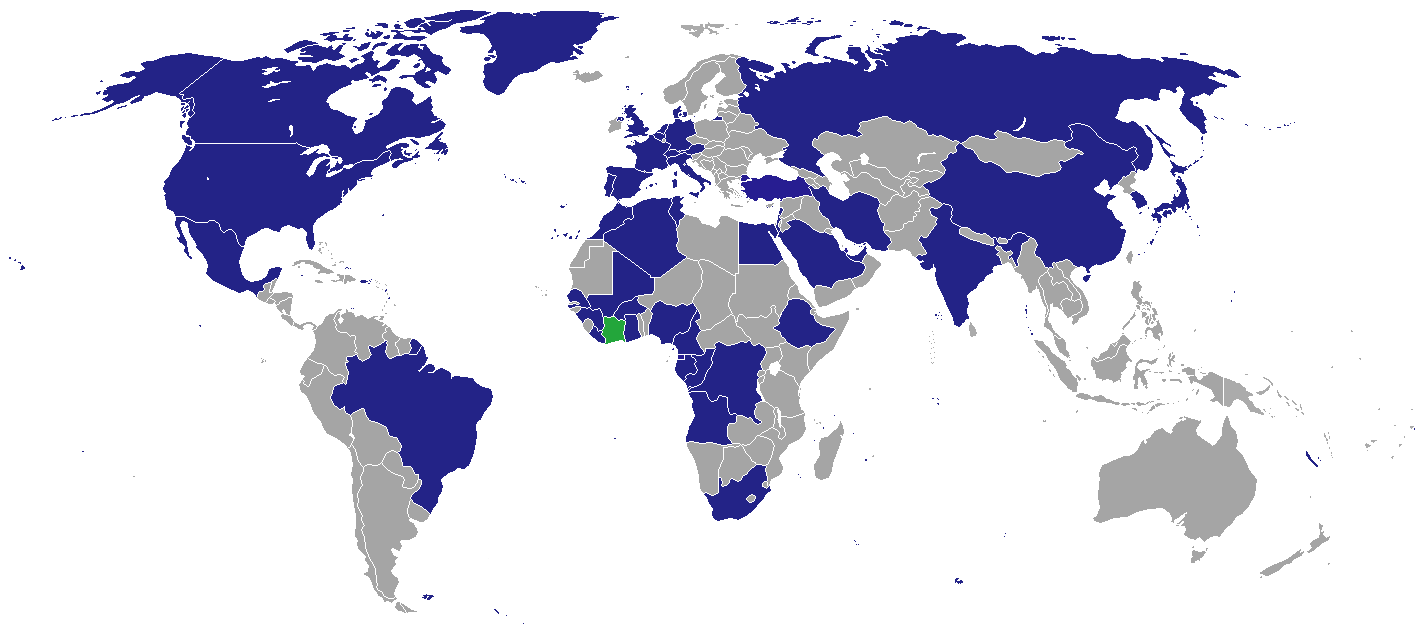
Missions diplomatiques de la Côte d'Ivoire.

Cet article liste les représentations diplomatiques de la Côte d'Ivoire à l'étranger, en excluant les consulats honoraires.

## Afrique
- Afrique du Sud[1]
  - Pretoria (ambassade)
- Algérie
  - Alger (ambassade)
- Angola
  - Luanda (ambassade)
- Burkina Faso
  - Ouagadougou (ambassade)
- Cameroun
  - Yaoundé (ambassade)
- République du Congo
  - Brazzaville (ambassade)
- République démocratique du Congo
  - Kinshasa (ambassade)
- Égypte
  - Le Caire (ambassade)
- Éthiopie
  - Addis-Abeba (ambassade)
- Gabon
  - Libreville (ambassade)
- Ghana
  - Accra (ambassade)
- Guinée
  - Conakry (ambassade)
- Guinée équatoriale
  - Malabo (ambassade)
- Liberia
  - Monrovia (ambassade)
- Libye
  - Tripoli (ambassade)
- Mali
  - Bamako (ambassade)
- Maroc
  - Rabat (ambassade)
- Nigeria
  - Abuja (ambassade)
- Sénégal
  - Dakar (ambassade)
- Tchad
  - N'Djaména (ambassade)
- Tunisie
  - Tunis (ambassade)

## Amériques
- Brésil
  - Brasília (ambassade)
- Canada
  - Ottawa (ambassade)
- États-Unis
  - Washington (ambassade)
- Mexique
  - Mexico (ambassade)

## Asie
- Arabie saoudite
  - Riyad (ambassade)
  - Djeddah (consulat-général)
- Chine
  - Pékin (ambassade)
  - Guangzhou (consulat-général)
- Corée du Sud
  - Séoul (ambassade)
- Émirats arabes unis
  - Abou Dabi (ambassade)
  - Dubaï (consulat-général)
- Inde
  - New Delhi (ambassade)
- Iran
  - Téhéran (ambassade)
- Israël
  - Tel Aviv (ambassade)
- Japon
  - Tokyo (ambassade)
- Liban
  - Beyrouth (ambassade)
- Qatar
  - Doha (ambassade)
- Turquie
  - Ankara (ambassade)

## Europe
- Allemagne
  - Berlin (ambassade)
- Autriche
  - Vienne (ambassade)
- Belgique
  - Bruxelles (ambassade)
- Danemark
  - Copenhague (ambassade)
- Espagne
  - Madrid (ambassade)
- France
  - Paris (ambassade et consulat général)
  - Lyon (consulat-général)
- Italie
  - Rome (ambassade)
- Pays-Bas
  - La Haye (ambassade)
- Portugal
  - Lisbonne (ambassade)
- Royaume-Uni
  - Londres (ambassade)
- Russie
  - Moscou (ambassade)
- Suisse
  - Berne (ambassade)
- Vatican
  - Rome (ambassade)

## Organisations internationales
- Addis-Abeba (mission permanente auprès de l'Union africaine)
- - Bruxelles (mission auprès de l'Union européenne)
- - Genève (mission permanente auprès de l'ONU et d'autres organisations internationales)
  - New York (mission permanente auprès de l'ONU)
- - Paris (mission permanente à l'UNESCO)

## Galerie

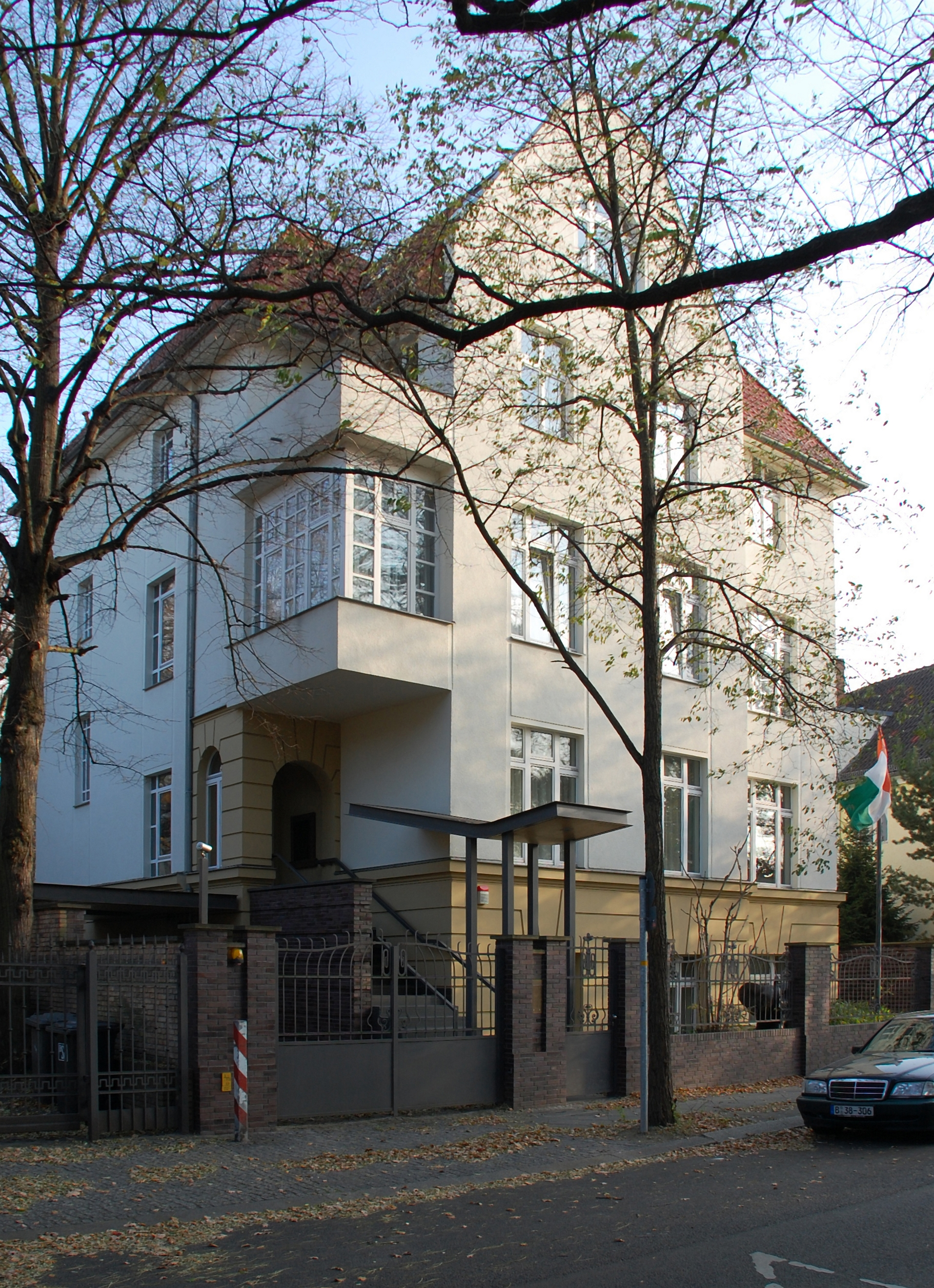
Ambassade à Berlin.
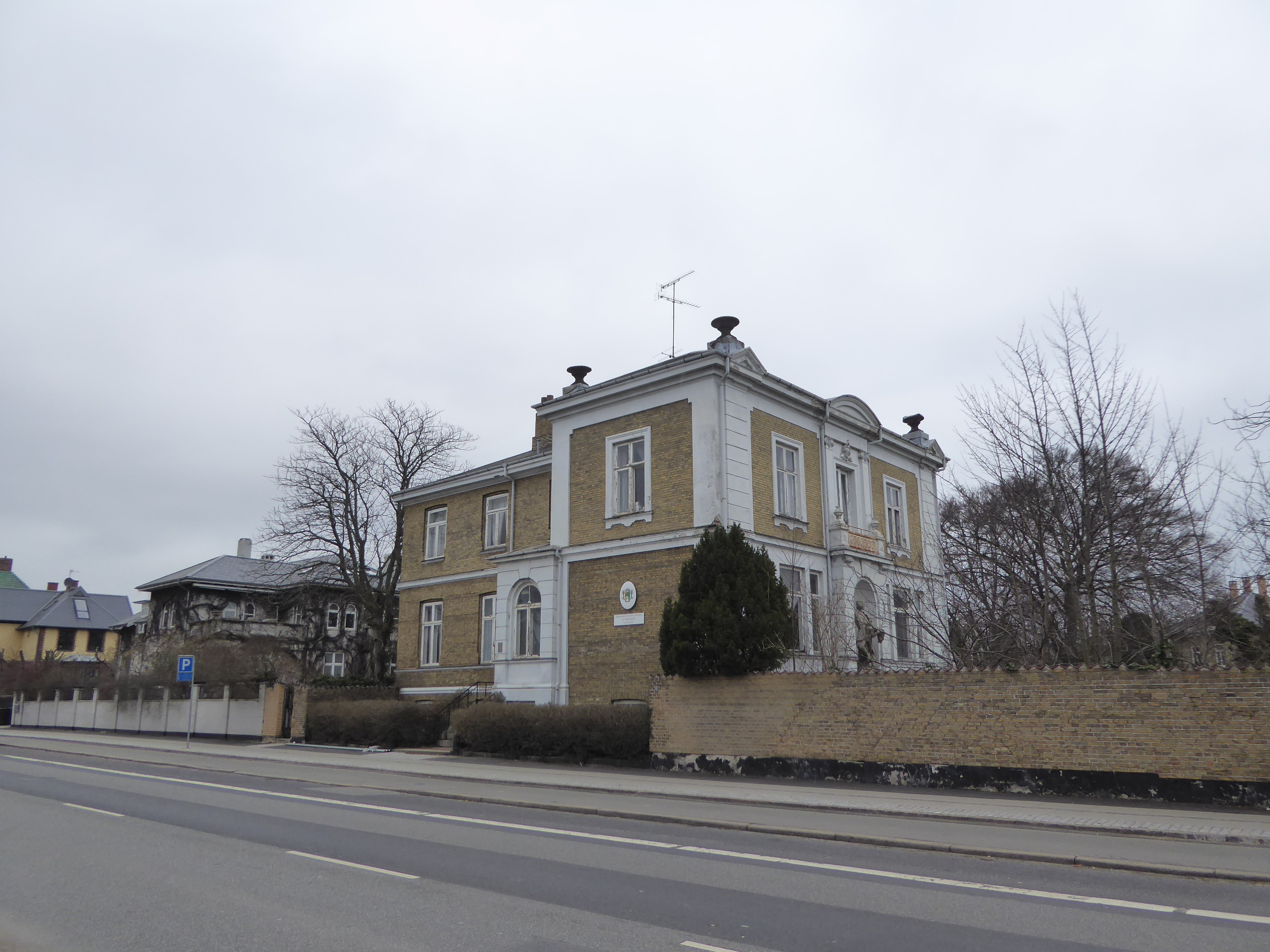
Ambassade à Copenhague.
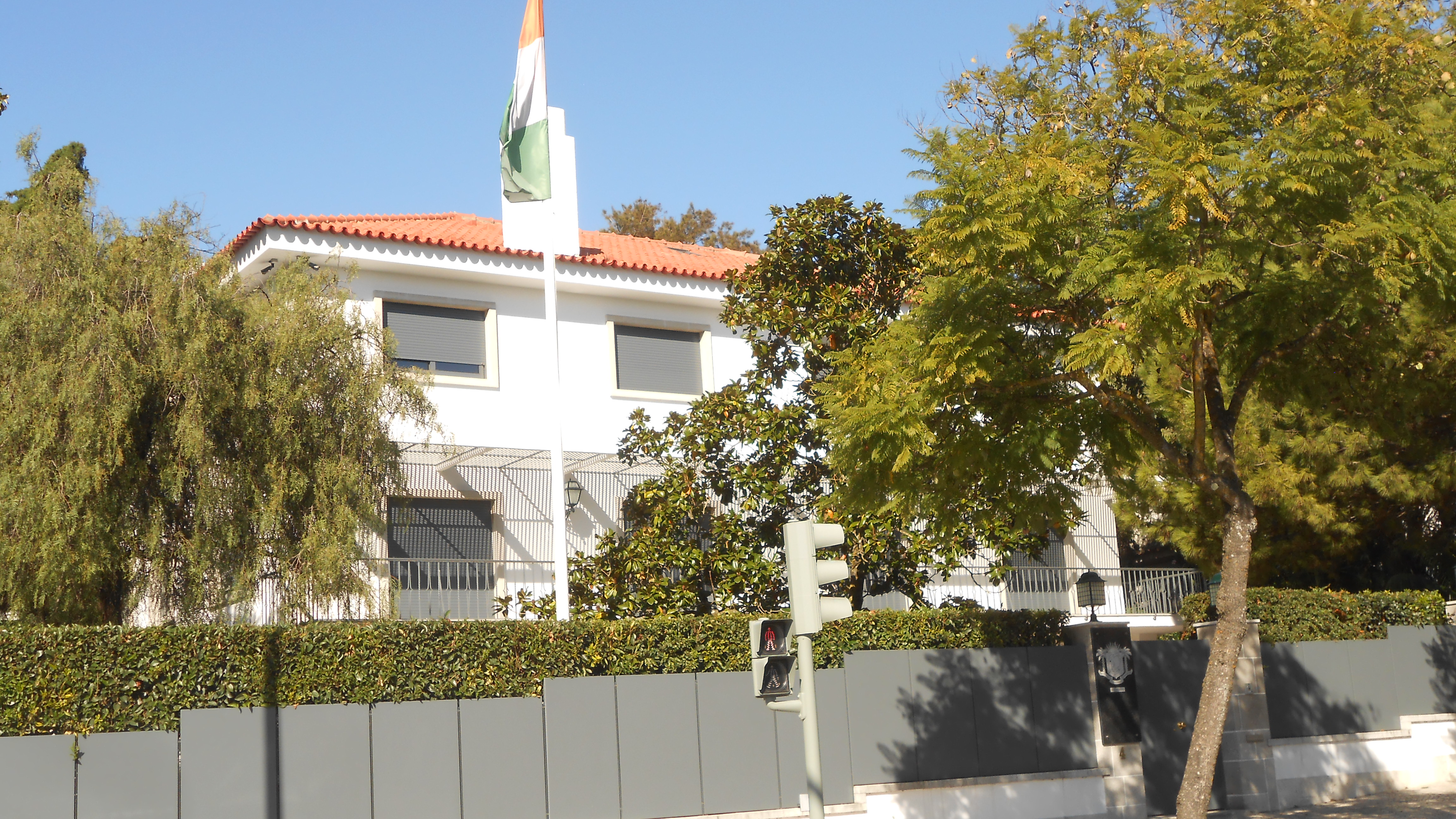
Ambassade à Lisbonne.
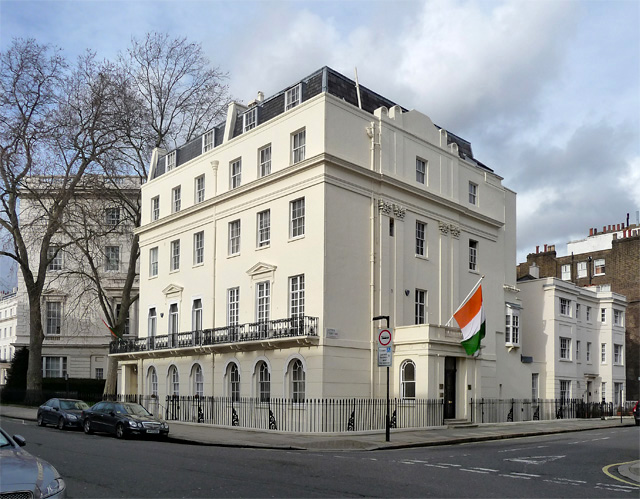
Ambassade à Londres.
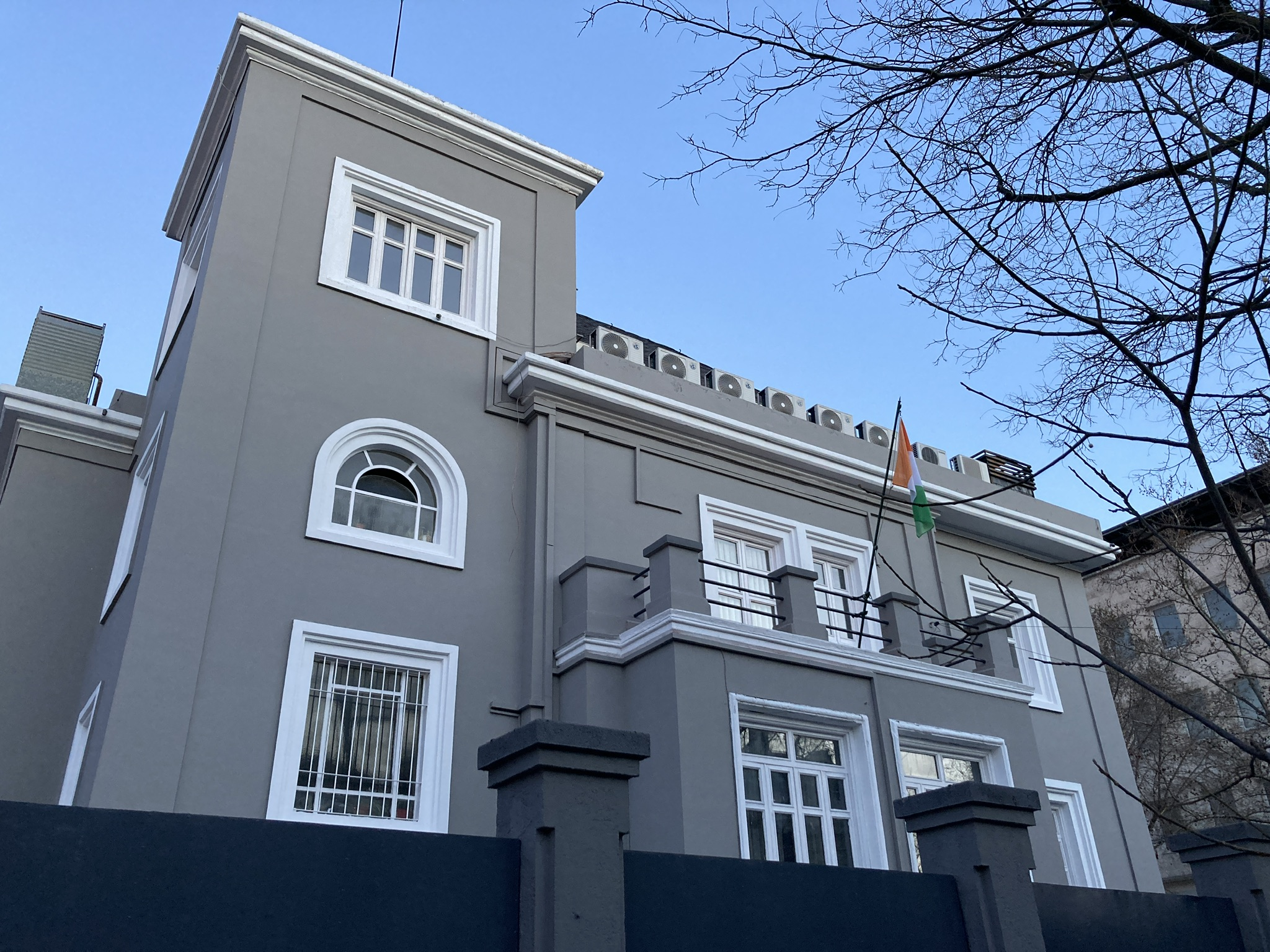
Ambassade à Madrid.
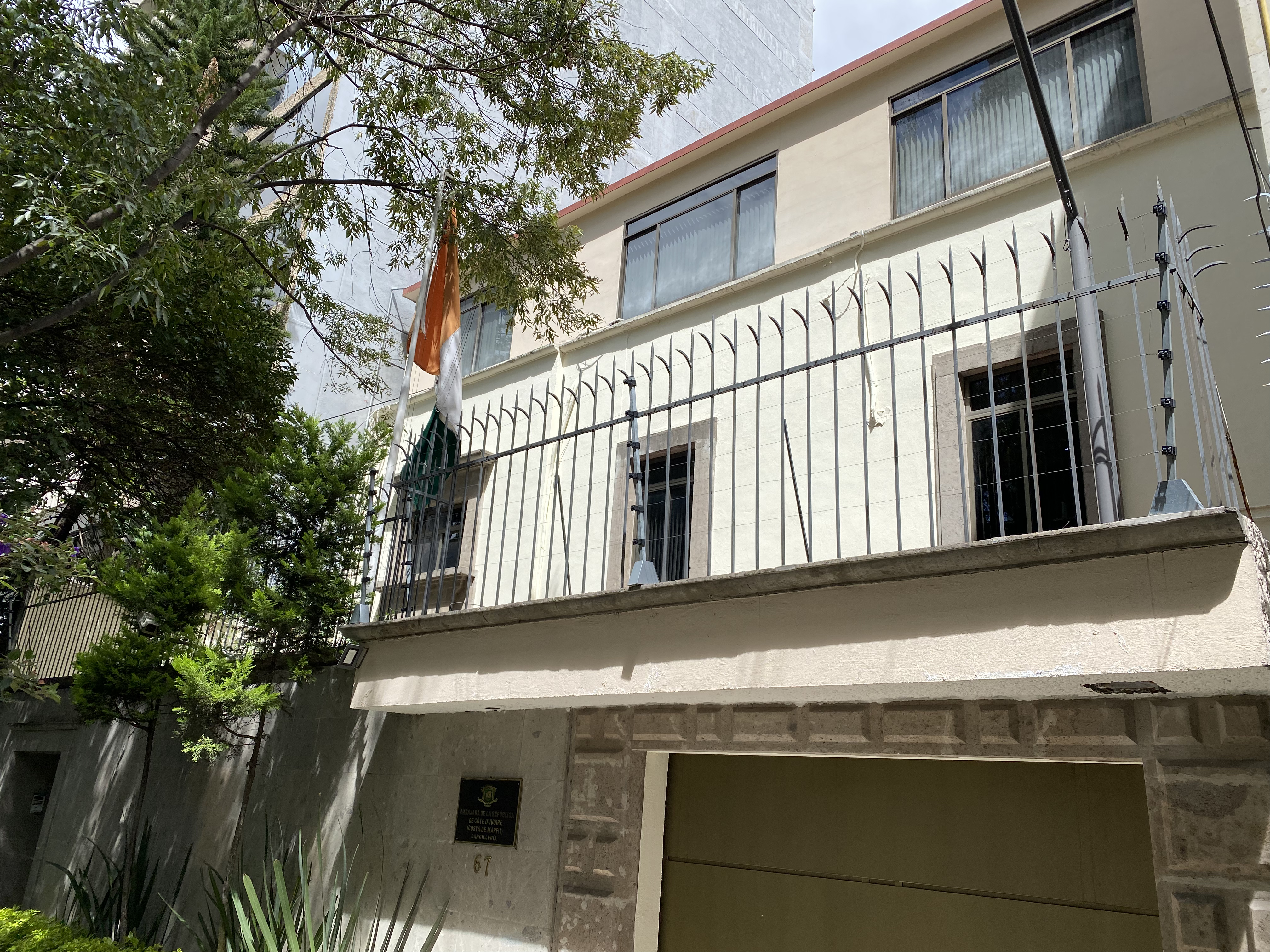
Ambassade à Mexico.
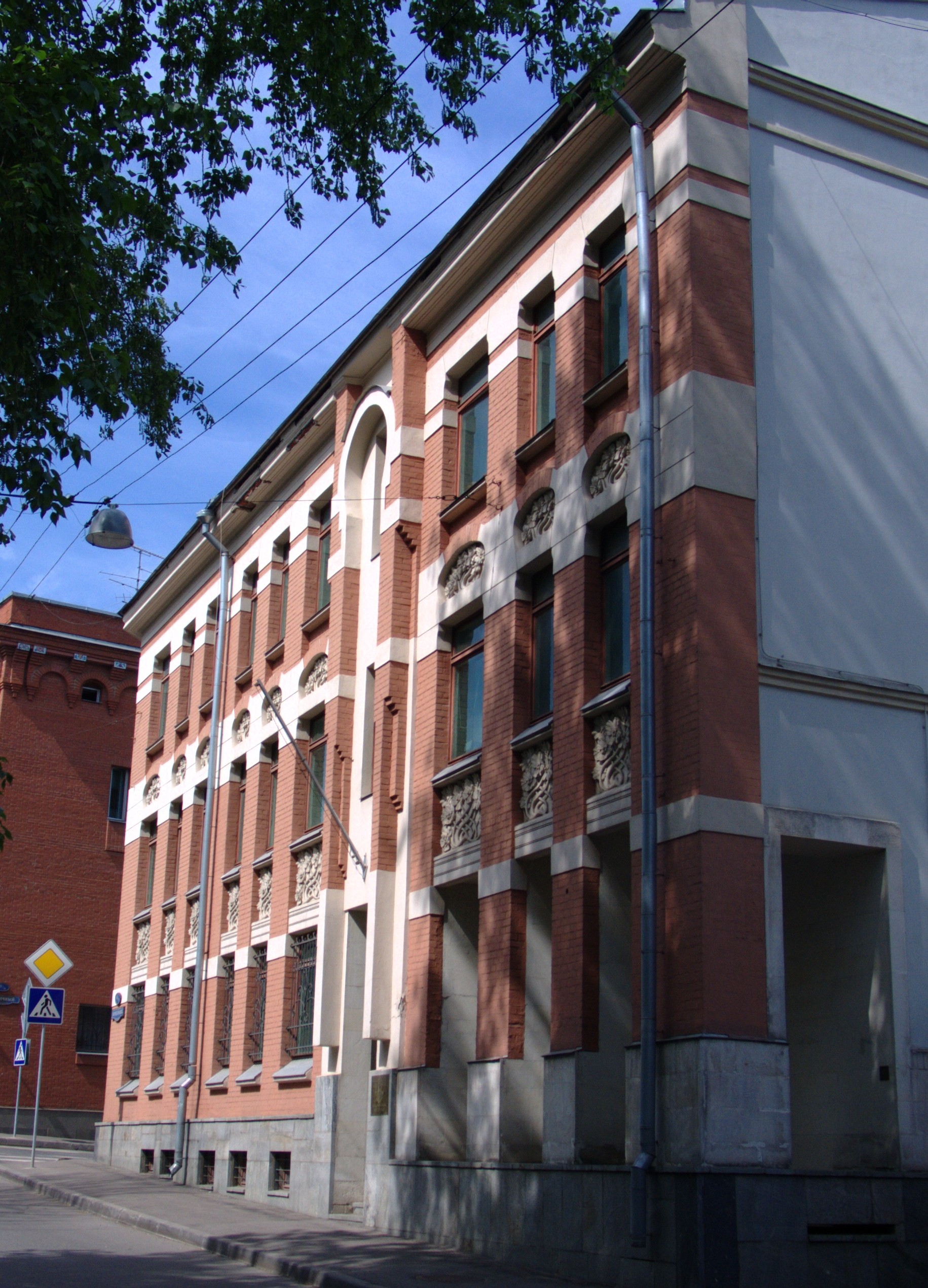
Ambassade à Moscou.
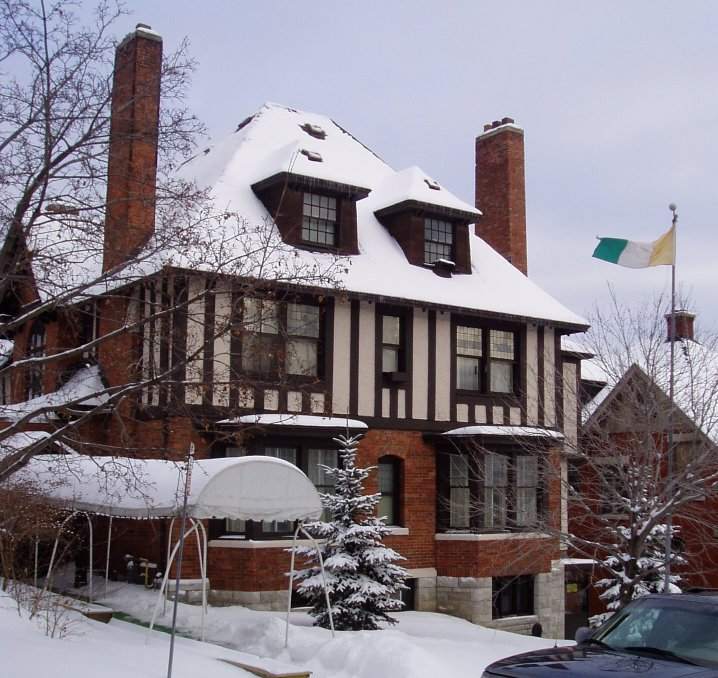
Ambassade à Ottawa.
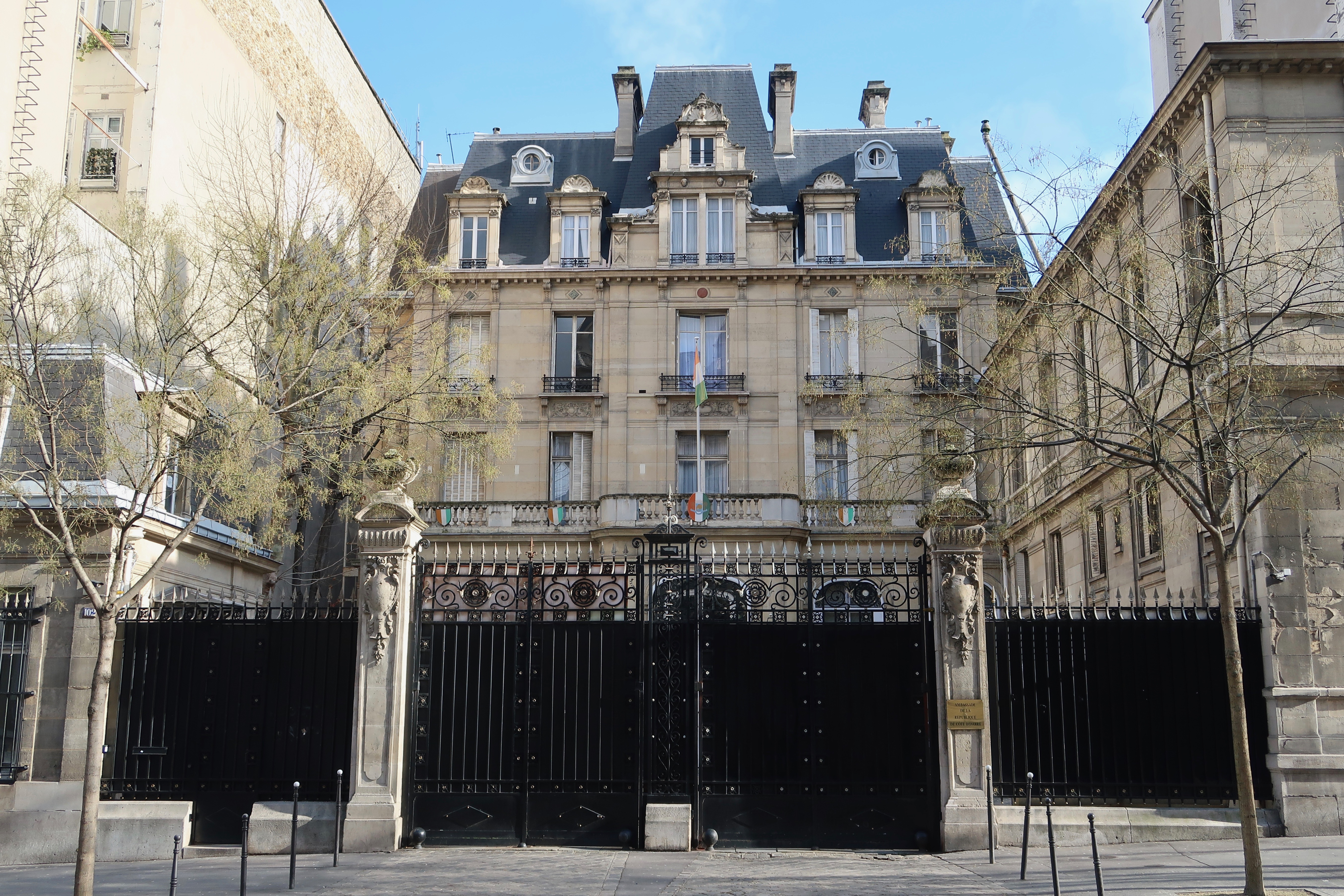
Ambassade à Paris.
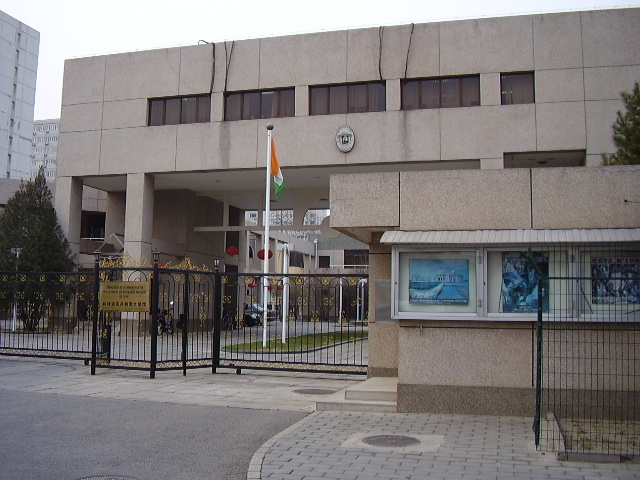
Ambassade à Pékin.
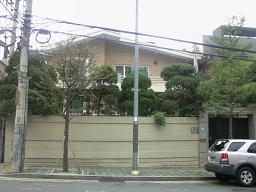
Ambassade à Séoul.
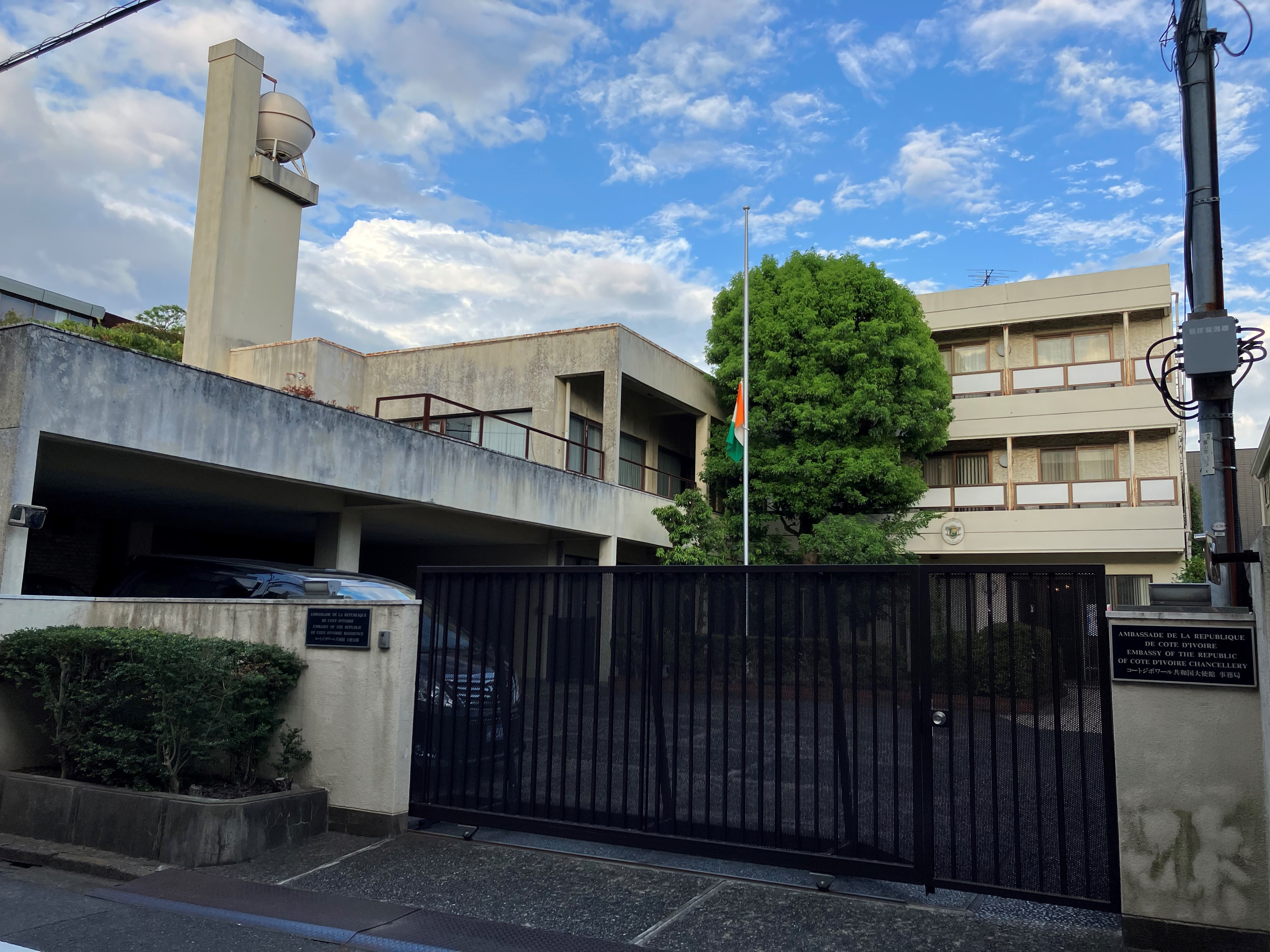
Ambassade à Tokyo.
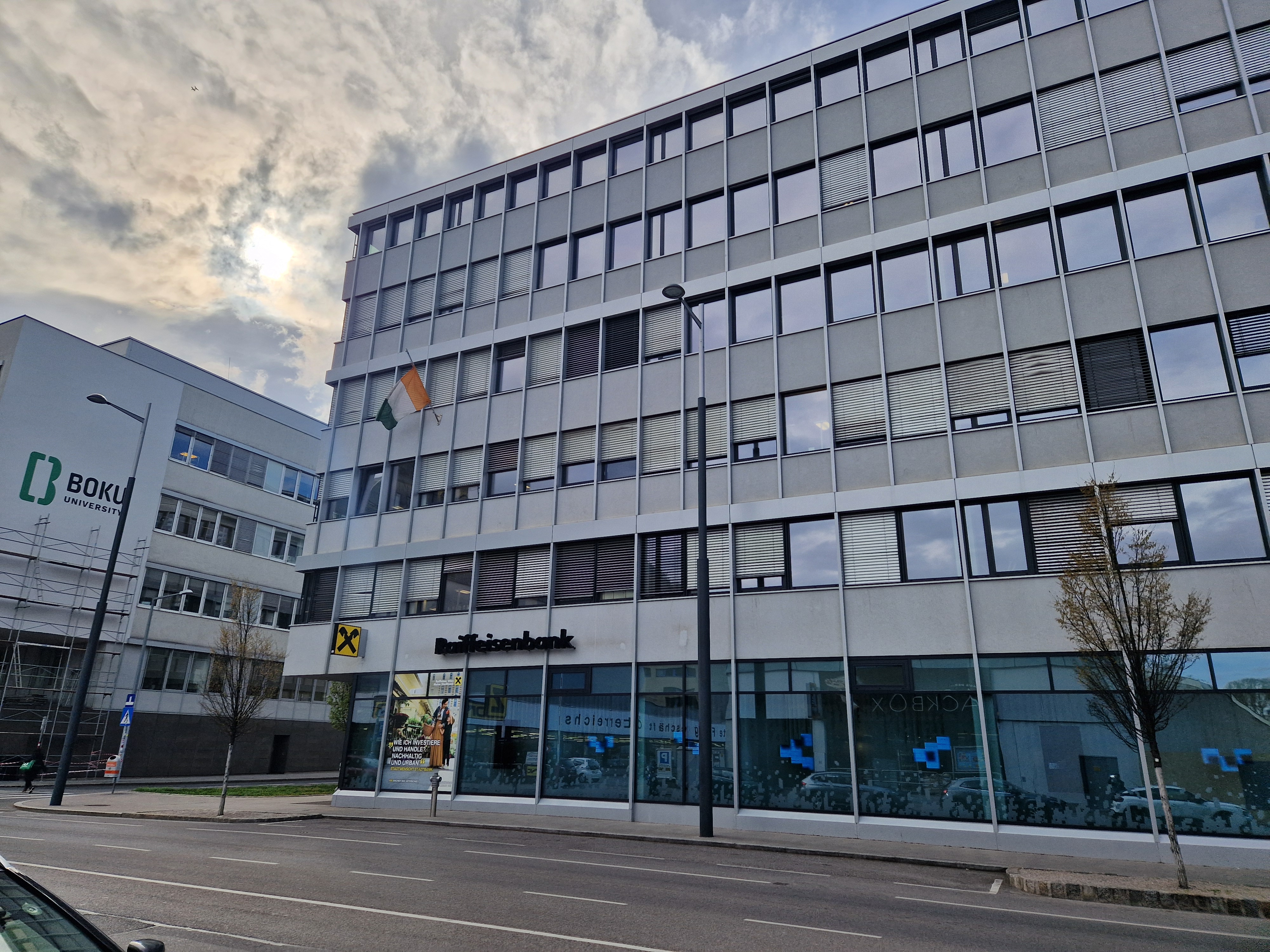
Ambassade à Vienne.
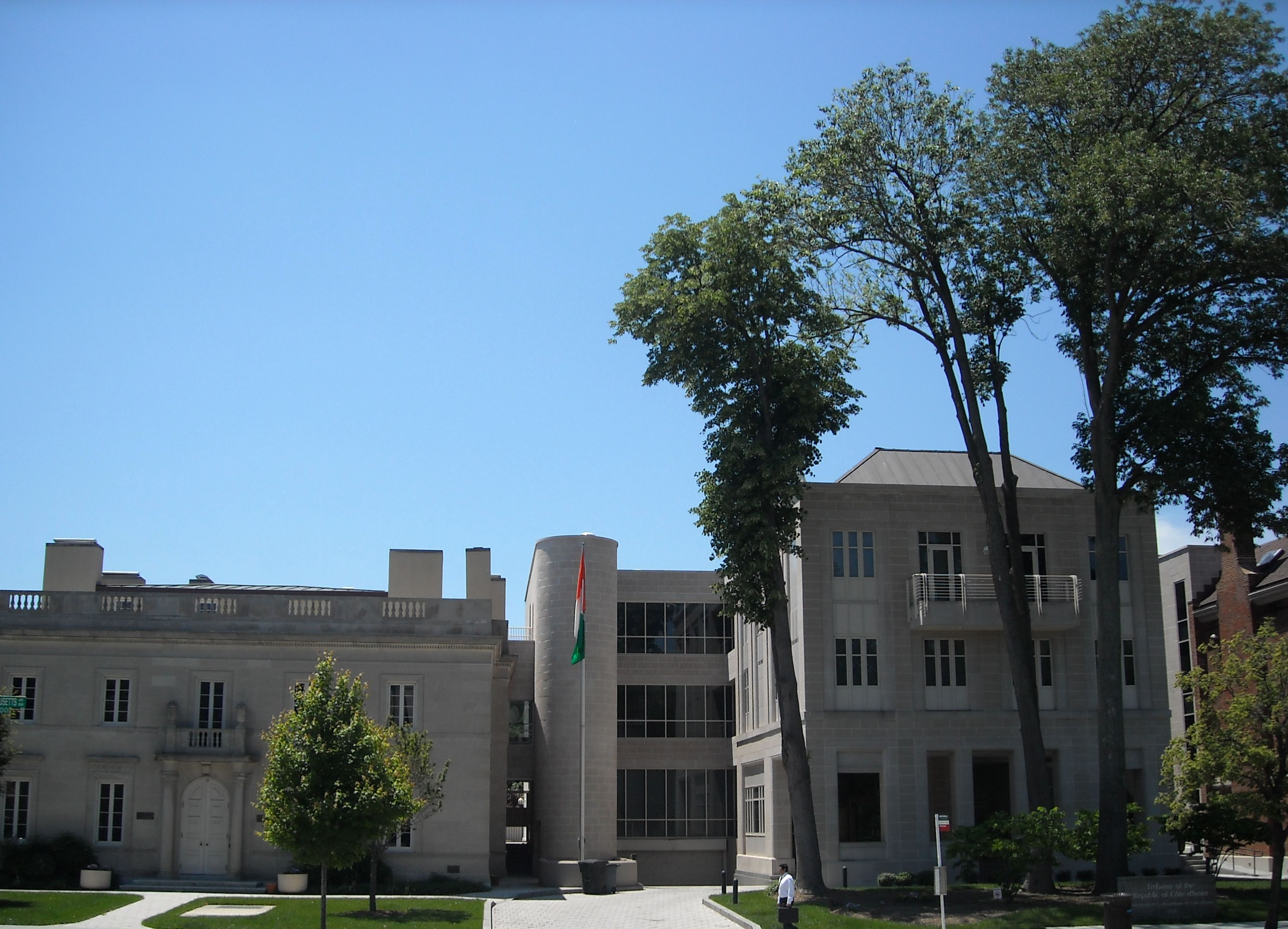
Ambassade à Washington.